# Carl Mayotte
Pour les articles homonymes, voir Mayotte (homonymie).
Carl Mayotte, né le 18 octobre 1993 à Québec, est un bassiste, compositeur, arrangeur et chef d’orchestre québécois,,. Depuis 2018, il se produit au sein du groupe de jazz fusion Carl Mayotte Quintet avec lequel il a enregistré 4 albums studio.

## Biographie

### Carrière
Il commence sa carrière musicale à l’âge de 16 ans en jouant dans plusieurs bars et évènements de la région de Québec. Il compléte une technique au Campus Notre-Dame-de-Foy avant de compléter son baccalauréat en interprétation jazz à l’Université Laval, suivi d’une maîtrise à la faculté de jazz de l’Université McGill. Au cours des années qui suivent, il voyage à travers le Québec, et plusieurs fois en France, avec comme but de démocratiser le jazz et de ramener ce genre musical à l’avant-plan,.

### Influences
Il ne se limite pas seulement à la musique jazz. Comme il l'a déjà mentionné dans un questionnaire à Radio-Canada : « Je tente d’écouter le plus de styles possible, et je ne veux surtout pas me mettre de barrières. ». Il écoute de la musique pop, comme la chanteuse néo-zélandaise Kimbra. Plus jeune, il écoutait également des groupes de rock et de metal progressif, tels que Tool, Primus et Dream Theater. En allant de la musique classique au jazz fusion plus moderne, il est capable d’apprécier et de s’inspirer de beaucoup de styles de musique différents.

### Carl Mayotte Quintet
Avec son groupe Carl Mayotte Quintet, formé de 5 musiciens de formation, tel que Gabriel Cyr (guitare électrique), Francis Grégoire (clavier), Damien-Jade Cyr (saxophone) et Stéphane Chamberland (batterie), il a la chance de participer à plusieurs concerts, évènements, festivals et aussi faire des classes de maître des cégeps, des conservatoires de musique et des universités à travers la province de Québec.

### Camp musical
À l’été 2022, Carl Mayotte crée un nouveau camp musical jazz à Saint-Alexandre-de-Kamouraska, réunissant des musiciens de tous les âges et de tous les niveaux. « L’un des buts du jeune musicien est de démocratiser le jazz et de ramener ce genre musical à l’avant-plan. »

## Lauréat et nomination
Carl Mayotte a remporté la révélation Radio-Canada en jazz de 2020-21 grâce à son album Fantosme (2019),. Il s’agit de son premier album avec son groupe Carl Mayotte Quintet et il a été coréalisé avec Michel Cusson.
Il a aussi été nommé lors du premier Gala de l’ADISC 2020 dans la catégorie Album Jazz de l’année. Son troisième album, Escale (2022), lui a valu un prix Félix au Gala de l'ADISQ pour l’album de l’année en 2022.

## Discographie

### Carl Mayotte Quintet
- 2019 : Fantosme
- 2021 : Pop de Ville, Vol.1
- 2022 : Escale
- 2023 : Carnaval

### Nouvelle R
- 2015 : L’emporte-pièce
- 2017 : Sendionek Mastro
- 2018 : Sénescence

### De Si Belles
- 2018 : De Si Belles

### Autres projets
- 2016 : Marie-Claire Quartet : 60/40
- 2022 : Carl Mayotte: In a Sentimental Mood

### Apparition sur d’autres albums
- 2020 : Félix Connolly : Entre Deux
- 2021 : François Doyon : Noël

## Vidéographie

### Clips (Carl Mayotte Quintet)
- 2019 : Marise
- 2023 : Le Saltimbanque

### Clips (Triton Trio)
- 2013 : Triton Trio - medley de musique de film
- 2016 : Triton Trio - Concerto Rock
- 2018 : Triton Trio - Demo 2018
- 2020 : Super Mario Bros Medley - Triton Trio

## Récompenses
- 2024 : Nomination à l'ADISQ pour Album de l'année - Jazz pour l'album Carnaval[7]